# Bai Mao Nü (pel·lícula)
La xica dels cabells blancs (xinès simplificat: 白毛女, pinyin: Bái Máo Nǚ) és una pel·lícula xinesa del 1951, dirigida per Wang Bin i Shui Hua. La pel·lícula és considerada una obra mestra del Realisme socialista, i va ser realitzada a l'estudi de cinema de Changchun, sent una de les primeres produccions de cinema realitzades després de la fundació de la República Popular de la Xina. Es va estrenar l'11 de març del 1951.
És una adaptació de l'obra de teatre cantat tradicional La xica dels cabells blancs, creada el 1945 per Yan Jinxuan, fortament influïda per les Converses del Fòrum de Yan'an. És una pel·lícula que fuig de l'ambientació urbana de l'edat daurada del cine xinés, i utilitza cançons folklòriques en els moments àlgids de la trama.
Tot i l'evident influència de la ideologia comunista i les tesis del Fòrum de Yan'an, la pel·lícula seria prohibida durant la revolució cultural, en jutjar-se que la trama no era suficientment realista, i que el pes del romanticisme en la història anava en detriment de la lluita de les classes. Irònicament, la versió per a teatre cantat tradicional seria una de les huit obres que es podien representar al país en aquell precís moment. Juntament amb Dang de Nü'er, va ser una de les tres pel·lícules xineses doblades al bambara el 1964.

## Trama
Durant la segona guerra sinojaponesa, la jove Xi'er és esclavitzada pel tirà Huang Shiren, proper a l'invasor japonés. Però Xi'er s'escapa a la muntanya, on les dures condicions de vida fan que el seu cabell es torne blanc. Creient-la morta, el seu promès Wang s'allista a l'exèrcit roig. Finalment els dos enamorats es retroben i l'exèrcit allibera al poble de l'ocupació japonesa. Finalment, Xi'er recuperarà el color negre dels seus cabells en casar-se amb el seu promés.
En la versió cinematogràfica, l'heroïna és venuda pel seu pare al terratinent, és violada i pareix un xiquet que mor a la muntanya, escenes que no es troben a l'òpera revolucionària, on el pare és assassinat pels subalterns de Huang Shiren, que segresta la jove com a pagament.